# Sci di fondo al VI Festival olimpico invernale della gioventù europea
Le gare di sci di fondo al VI Festival olimpico invernale della gioventù europea si sono svolte dal 25 al 31 gennaio 2003 a Bled, in Slovenia.
Sono state disputate due gare maschili, due gare femminili e una mista, per un totale di 5 gare.

## Podi

### Ragazzi
| Evento   | Oro                      | Argento            | Bronzo         |
| 7,5km TC | Even Skjelbostad Sletten | Ole Christian Mork | Marcus Kellner |
| 10km TL  | Mikhail Semenov          | Roman Chekelkin    | Václav Kupilik |

### Ragazze
| Evento   | Oro                | Argento                    | Bronzo             |
| 7,5km TC | Evgeniya Bazarnova | Betty Ann Bjerkreim Nilsen | Emilia Soudunsaari |
| 10km TL  | Evgeniya Bazarnova | Natalia Ilyina             | Julia Tihonova     |

### Gare miste
| Evento    | Oro      | Argento | Bronzo |
| Staffetta | Norvegia | Russia  | Italia |